# 판초 데밍스
판초 데밍스(Pancho Demmings)는 미국의 배우이다.